# Anémone

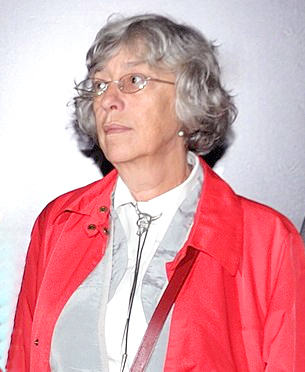
Anémone (2009)

Anémone, manchmal auch Anemone (* 9. August 1950 als Anne Bourguignon in Paris; † 30. April 2019 in Poitiers), war eine französische Schauspielerin.

## Leben und Karriere
Die Tochter eines Psychoanalytikers besuchte nach einer rebellischen Jugend eine Pariser Privatschule, wo sie mit der Schauspielerei in Berührung kam. Ende der 1960er Jahre, in der Zeit der Pariser Maiunruhen, fand sie Zugang zur Pariser Künstlerszene in den Cafés am linken Seine-Ufer, wo sie auf Pierre Clémenti, Jean-Pierre Kalfon, Marc’O oder Philippe Garrel traf. Garrel gab ihr im gleichnamigen Film Anémone (1968) ihren Künstlernamen. Danach verließ sie Paris und ging nach Reims, wo sie sich der Theatergruppe von Robert Hossein anschloss.
Mit der Rolle der Nicole in dem Molière-Stück Der Bürger als Edelmann näherte sie sich der Gesellschaftskomödie an, kehrte daraufhin nach Paris zurück und gründete 1975 gemeinsam mit Martin Lamotte und Gérard Lanvin mit dem La veuve Pichard ein eigenes café-théâtre. Im Jahr 1979 trat sie dem bekannten café-théâtre Le Splendid bei, das unter anderem von den bekannten Filmschaffenden Josiane Balasko, Christian Clavier, Michel Blanc, Gérard Jugnot und Thierry Lhermitte mitbegründet worden war, und erwarb sich Renommee als Komödiantin.
Anémone war 1982 in Paris in der Titelrolle von Willy Russells Theaterstück Educating Rita zu sehen. Im selben Jahr wurde sie durch die Verfilmung des Le-Splendid-Theaterstücks Le père Noël est une ordure einem breiten französischen Kinopublikum bekannt. Von da an widmete sie sich verstärkt dem Film und dem Fernsehen. Der Wechsel zum Filmdrama gelang ihr 1985 mit der Nebenrolle der abnormen Nachbarin in Michel Devilles Psychothriller Gefahr im Verzug, wofür sie ihre erste Nominierung für den wichtigen französischen Filmpreis César erhielt.
Im Jahr 1988 gewann sie den César in der Kategorie Beste Hauptdarstellerin für die Familiengeschichte Am großen Weg. Drei weitere Male wurde sie für diesen Preis nominiert: 1993 als Beste Hauptdarstellerin für Christine Pascals Melodram Der Flug des Schmetterlings, 1995 als Beste Hauptdarstellerin für die Titelrolle in Tonie Marshalls melancholischer Kriminalkomödie Die Detektivin und 1999 als Beste Nebendarstellerin für Roger Planchons Künstlerbiografie Toulouse-Lautrec.
In circa 40 Berufsjahren spielte Anémone ungefähr 80 Rollen vor der Kamera, zum Beispiel in der Verwechslungskomödie The Cop, the Criminal and the Clown (2004) von  Alain Zaloum, worin sie der Hauptfigur, dargestellt von Roy Dupuis, als Mafiaboss das Leben schwer macht. Die Schauspielerin war verheiratet und hat zwei Kinder. Sie starb Ende April 2019 im Alter von 68 Jahren nach langer Krankheit.

## Filmografie (Auswahl)
- 1968: Anémone
- 1975: Der Unverbesserliche (L’incorrigible)
- 1979: Wer geht denn noch zur Uni? (French Postcards)
- 1982: Da graust sich ja der Weihnachtsmann (Le père Noël est une ordure)
- 1982: Du kannst mich mal (Pour cent briques, t’as plus rien…)
- 1982: Damenwahl – Männerjagd (Le quart d’heure américain)
- 1983: Ein Mann meiner Größe (Un homme à ma taille)
- 1985: Mit Eskorte zum Altar (Le mariage du siècle) – auch Drehbuch
- 1985: Meilensteine des Lebens (Tranches de vie)
- 1985: Gefahr im Verzug (Péril en la demeure)
- 1986: I Love You
- 1987: Am großen Weg (Le grand chemin)
- 1988: Mit Musik ins Liebesglück (Envoyez les violons)
- 1989: Triaden des Kusses (Les baisers de secours)
- 1990: Die fliegenden Kinder (Les enfants volants)
- 1990: Twisted Obsession (El sueño del mono loco)
- 1992: Der Flug des Schmetterlings (Le petit prince a dit)
- 1994: Die kleinen Freuden des Lebens (Aux petits bonheurs)
- 1994: Die Detektivin (Pas très catholique)
- 1996: Kinder des Scheusals (Enfants de salaud)
- 1996: Der Schrei der Seide (Le cri de la soie)
- 1997: Marquise – Gefährliche Intrige (Marquise)
- 1998: Toulouse-Lautrec (Lautrec)
- 2004: The Cop, the Criminal and the Clown (C’est pas moi… c’est l’autre!)
- 2009: Der kleine Nick (Le petit Nicolas)
- 2014: Jacky im Königreich der Frauen (Jacky au royaume des filles)
- 2014: Das magische Buch von Arkandias (Le grimoire d’Arkandias)
- 2015: Mademoiselle Hanna und die Kunst nein zu sagen (Je suis à vous tout de suite)
- 2015: Le grand partage